# Pseudopoda saetosa
Pseudopoda saetosa là một loài nhện trong họ Sparassidae.
Loài này thuộc chi Pseudopoda. Pseudopoda saetosa được miêu tả năm 2007 bởi Peter Jäger & Vedel.